# Tenny Wright
Tenny Wright, de son vrai nom Tennant C. Wright, est un réalisateur américain né le 18 novembre 1885 à Brooklyn (État de New York) et mort le 13 septembre 1971 à Hollywood (Californie).

## Filmographie

### Comme réalisateur
- 1927 : Hoof Marks
- 1927 : The Fightin' Comeback
- 1929 : The Barber Shop Chord
- 1930 : Revival Day
- 1932 : La Grande Panique
- 1933 : The Telegraph Trail

### Comme assistant réalisateur
- 1920 : The Broken Gate de Paul Scardon
- 1920 : Milestones de Paul Scardon
- 1928 : The Campus Vamp de Harry Edwards
- 1928 : A Jim Jam Janitor de Harry Edwards
- 1928 : Nothing to Wear de Erle C. Kenton
- 1928 : Hubby's Weekend Trip de Harry Edwards
- 1928 : Driftwood (en) de Christy Cabanne
- 1928 : A Dumb Waiter de Harry Edwards
- 1928 : The Girl from Nowhere de Harry Edwards
- 1928 : Cours, ma fille de Alfred J. Goulding
- 1929 : A Close Shave de Harry Edwards
- 1929 : The Flying Marine d'Albert S. Rogell
- 1929 : Father and Son de Erle C. Kenton
- 1929 : The Nightwatchman's Mistake de Harry Edwards
- 1929 : L'Affaire Donovan de Frank Capra
- 1929 : Loin du ghetto de Frank Capra
- 1929 : Ladies Must Eat de Harry Edwards
- 1929 : Behind Closed Doors de Roy William Neill
- 1929 : The Lone Wolf's Daughter d'Albert S. Rogell
- 1929 : Calling Hubby's Bluff de Harry Edwards
- 1929 : Clunked on the Corner de Harry Edwards
- 1929 : The Faker de Phil Rosen
- 1931 : Manhattan Parade de Lloyd Bacon

### Comme acteur
- 1919 : Beauty-Proof de Paul Scardon : un métis
- 1920 : Les Compagnons de la nuit (Partners of the Night) de Paul Scardon : Harrigan